# Gerhard Katzung
Gerhard Katzung (* 14. Oktober 1935 in Schmalkalden; † 21. Februar 2008)  war ein deutscher Geologe, der sich insbesondere mit regionaler Geologie in Ostdeutschland und Angewandter Geologie befasste.

## Leben und Wirken
Katzung studierte an der Universität Jena unter anderem bei Fritz Deubel. Er war in leitender Position am Zentralen Geologischen Institut der DDR in Ostberlin, wo sein Schwerpunkt die Geologie der Mitteleuropäischen Senke unter besonderer Berücksichtigung der Erdöl- und Erdgaspotenziale des Präzechsteins, insbesondere des Rotliegenden darstellten. Darunter fiel unter anderem die Tiefbohrprogramm zur Erkundung von potentiellen Erdöl- und Erdgasmuttergesteinen bis über 8007 m in Mirow. In der folgenden Zeit befasste er sich ebenfalls mit Fragen der Untergrund Geothermie in Ostdeutschland.
Gerhard Katzung wurde 1988 zur Professur für Geotektonik und Regionale Geologie an der Ernst-Moritz-Arndt-Universität Greifswald berufen. Dort befasste er sich unter anderem mit den Kaledoniden in Mitteleuropa und der geotektonischen Struktur des Südwestrands des Fennoskandischen Schildes. Mit Gerhard Ehmke leitete er in der DDR die Erstellung des Standards Regionalgeologische Gliederung des Territoriums der DDR - Präkänozoische Strukturstockwerke (TGL 34331/01), der auch nach der Wende 1993 in Köln publiziert wurde.
Er war Mitautor in den Neuauflagen (seit der 4. Auflage 1992) der Einführung in die Geologie Deutschlands von Dierk Henningsen, einem geologischen Standardwerk.
Für seine besonderen Leistungen in der geowissenschaftlichen Lehre, der regionalen Forschung zur Geologie Mitteleuropas und für die öffentlichkeitswirksame Vermittlung der Geologie von Deutschland wurde Gerhard Katzung 2007 die Hans-Stille-Medaille verliehen.

## Schriften
- Herausgeber: Geologie von Mecklenburg-Vorpommern, Schweizerbart 2004
- mit Dierk Henningsen: Einführung in die Geologie Deutschlands, Spektrum Verlag, 7. Auflage, 2006
- mit Gerhard Ehmke Das Prätertiär in Ostdeutschland: Strukturstockwerke und ihre regionale Gliederung, Köln, Sven von Loga, 1993
- Mitarbeit bei Hartmut Haubold, Günther Schaumburg: Die Fossilien des Kupferschiefers, Wittenberg, Ziemsen 1985 (Neue Brehm Bücherei)
- mit anderen: Geothermieatlas der DDR, 1984 (Karten 1:500.000)[3]
- mit H. Kölbel, K. Hotz, D. Franke, D. Lotsch, G. Cepek, P. Bankwitz Grundriß der Geologie der DDR, Band 1, Berlin, Akademie Verlag, 1968